# Pieter Isaacsz

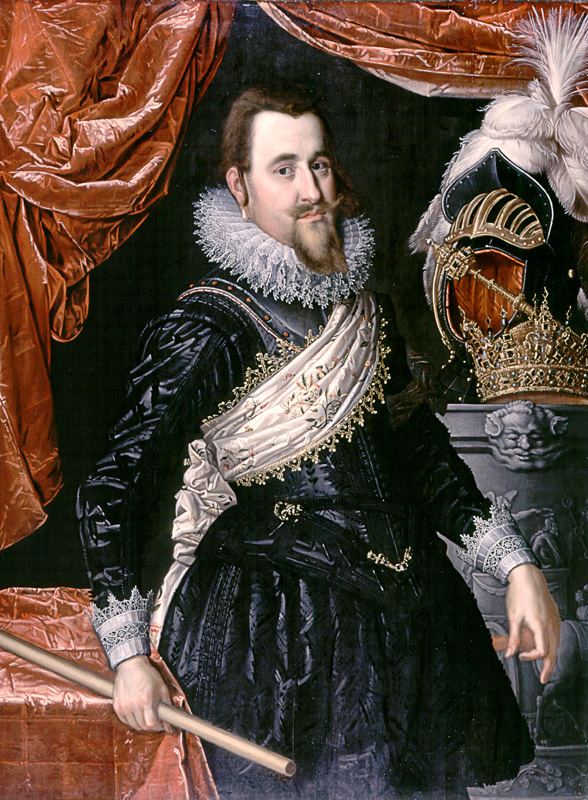
Porträtt av Kristian IV av Danmark.

Pieter Isaacsz, född 1569 i Helsingör, död där eller i Amsterdam 14 september 1625, nederländsk konstnär, från 1607 verksam huvudsakligen i Danmark. Far till Isaac Isaacsz.
Pieter Isaacsz var främst känd som porträttmålare, och fick bland annat beställningar av Danmarks kung Kristian IV. Han har blivit ihågkommen som en av de första konstnärer som placerade modellen fritt i ett landskap.
Utöver måleriet var Pieter Isaacsz även politiskt verksam, som dubbelagent för både Nederländerna och Danmark, och så småningom även för Sverige.

## Målningar
- Hertug Frederik (1615)